# Diaphorus curvispina
Diaphorus curvispina är en tvåvingeart som beskrevs av Van Duzee 1929. Diaphorus curvispina ingår i släktet Diaphorus och familjen styltflugor. Inga underarter finns listade i Catalogue of Life.